# Green Lantern: New Guardians
Green Lantern: New Guardians (рус. Зелёный Фонарь: Новые стражи) — ежемесячная серия комиксов авторства Тони Бедарда, Тайлера Киркхема и Мэтта Беннинга, с сентября 2011 года публикуемая издательством DC Comics в рамках серий о Зелёных Фонарях.
Серия была анонсирована в июне 2011 года и дебютировала в рамках перезапуска The New 52 в сентябре того же года. В число главных персонажей вошли по одному представителю от каждого из существующих корпусов, представляющих ту или иную часть эмоционального спектра силы: Кайл Райнер (Корпус Зелёных Фонарей), Аркилло (Корпус Синестро), Близ (Корпус Красных Фонарей), Гломулус (Корпус Оранжевых Фонарей), Мунк (Племя Индиго) и Фаталити (Звёздные Сапфиры). New Guardians стала самой продаваемой серией в первый месяц публикации и получает преимущественно положительные отзывы.